# Devil’s Path
Devil’s Path – drugi minialbum norweskiej grupy muzycznej Dimmu Borgir. Wydawnictwo ukazało się 19 czerwca 1996 roku nakładem wytwórni muzycznej Hot Records. Nagrania zostały zarejestrowane w Stovner Rockefabrikk w czerwcu 1996 roku.

## Lista utworów
Opracowano na podstawie materiału źródłowego.
1. „Master Of Disharmony” (sł. Shagrath, muz. Silenoz, Shagrath) – 06:05
2. „Devil’s Path” (sł. Shagrath, muz. Silenoz, Shagrath) – 05:29
3. „Nocturnal Fear” (cover Celtic Frost) – 03:23
4. „Nocturnal Fear (Celtically Processed)” (cover Celtic Frost) – 03:28

## Twórcy
Opracowano na podstawie materiału źródłowego.
- Stian „Shagrath” Thoresen – wokal prowadzący, gitara rytmiczna, gitara prowadząca, instrumenty klawiszowe, oprawa graficzna
- Sven „Erkekjetter Silenoz” Atle Kopperud – gitara rytmiczna, gitara prowadząca
- Stian „Nagash” Arnesen – gitara basowa, wokal wspierający
- Kenneth „Tjodalv” Åkesson – perkusja
- Vargnatt – mastering
- Marius Ryen – produkcja muzyczna
- Egolego – oprawa graficzna